# تخمک (گیاهی)

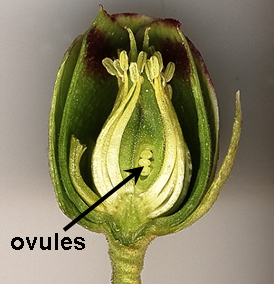
محل قرار گرفتن تخمک گیاهی

در گیاهان دانه‌ای، تُخمَک ساختاری است که یاخته‌های زایشی ماده را می‌سازد و در خود نگه می‌دارد. تخمک در درون تخمدان گیاهان قرار دارد. تخمک توسط ساقه‌ای به نام فونیکول به جفت متصل می‌شود. فونیکول تغذیه تخمک را فراهم می‌کند.
هر تخمک دارای بافت مرکزی معروف به خورش است که کیسهٔ جنینی در آن رشد می‌کند و به وسیلهٔ پوسته‌های تخمک که پوشش بیرونی آن را تشکیل می‌دهد، احاطه می‌شود. در پوسته‌های تخمک منفذ بسیار کوچکی به نام سفت قرار دارد که با رو بازگذاشتن قسمتی از خورش در فرایند لقاح شرکت می‌کند. علاوه بر این در مرحلهٔ دانه این منفذ عبور آب مورد نیاز برای رویش را میسر می‌سازد. از نظر قرار گرفتن، تخمک‌ها ممکن است راست، واژگون خمیده یا نیمه واژگون باشند. مطلب فوق نباید با تمکّن که آرایش تخمک‌ها در درون تخمدان است اشتباه گرفته شود.
تخمک از سه بخش تشکیل شده‌است: لایه پوششی که لایه بیرونی آن را تشکیل می‌دهد، هسته (یا باقی‌مانده هاگدان) و گامتوفیت ماده (که از یک بزرگ‌هاگ تک‌دسته تشکیل شده‌است) در مرکز آن. گامتوفیت ماده - که به‌طور خاص مگاگامتوفیت نامیده می‌شود - در گیاهان گلدار کیسه جنینی نیز نامیده می‌شود. مگاگامتوفیت سلول تخمک را به منظور لقاح تولید می‌کند.